# Grenze zwischen Benin und Nigeria

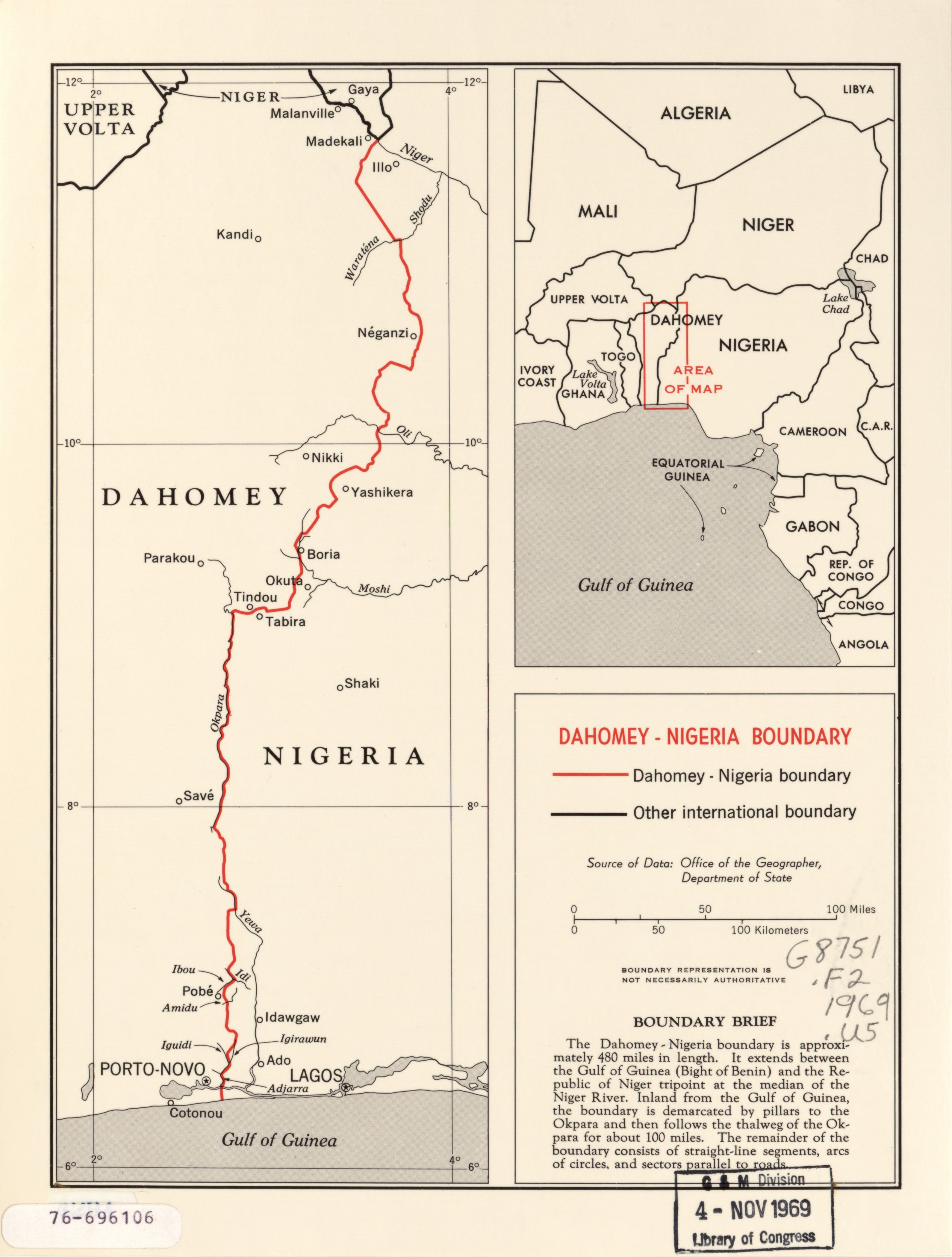
Karte des Grenzverlaufs (Benin noch als Dahomey, Burkina Faso noch als Upper Volta)

Die Grenze zwischen Benin und Nigeria trennt als internationale Land- und Seegrenze diese beiden Staaten. Die Länge der Landgrenze wird mit 773 km oder mit 809 km angegeben (nach der CIA-Karte „approximately 480 miles“). Sie verläuft vom Dreiländereck mit Niger zum Atlantischen Ozean (Golf von Guinea).

## Geschichte
Die verschiedenen britischen Protektoratsgebiete in Nigeria wurden 1914 zur Kolonie Nigeria vereinigt. Frankreich schloss 1851 einen Freundschaftsvertrag mit dem afrikanischen Königreich Dahomey; 1863 schuf es das Protektorat von Porto-Novo. Am 10. September 1885 schloss Portugal im Hinterland von São João Baptista d’Ajudá einen Vertrag mit dem Königreich Dahomey, durch den es Anfang 1886 das Protektorat über die gesamte Küste von Dahomey übernahm. 1892 fiel Dahomey jedoch an Frankreich. Französische Truppen, größtenteils afrikanischen Ursprungs, eroberten Dahomey zwischen 1892 und 1894 endgültig und das Land wurde zur Kolonie Dahomey, die 1899 Teil von Französisch-Westafrika (AOF) wurde. Die portugiesische Herrschaft über das kleine (4,5 ha) Gebiet von São João Baptista d’Ajudá (heute Teil der Stadt Ouidah) dauerte bis zur gewaltsamen Besetzung im Jahr 1961 (ein Jahr nach der Unabhängigkeit Dahomeys), die 1975 von Portugal anerkannt wurde.
Die Grenze zwischen dem britischen und dem französischen Kolonialgebiet wurde am 10. August 1889 und genauer am 12. Oktober 1896 festgelegt und in einem Vertrag vom 14. Juni 1898 bestätigt und bis zum Lauf des Niger verlängert. Eine weitere Bestätigung erfolgte mit Vertrag vom 19. Oktober 1906. 1912 wurden kleinere Änderungen vorgenommen (hierzu Notenwechsel von 1914). Der Abschnitt zwischen der Küste und dem Okpara wurde mit 142 Betongrenzsteinen markiert.
Die Kolonialzeit endete 1960; Dahomey wurde am 1. August unabhängig, Nigeria am 1. Oktober. Dahomey nahm 1975 die Bezeichnung Volksrepublik Benin und 1990 Republik Benin an.
Grenzkonflikte und verschwundene Grenzsteine führten in den 2000er Jahren zu Problemen, die aber 2009 als gelöst galten, bis es 2013 zu einer nigerianischen Militäraktion in Malanville kam.

## Grenzverlauf

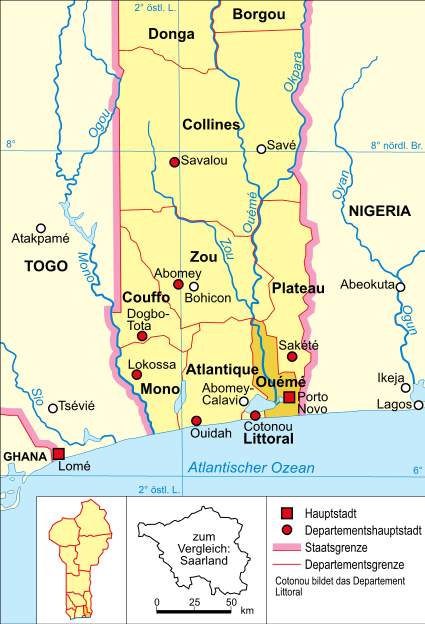
Grenzverlauf im Süden

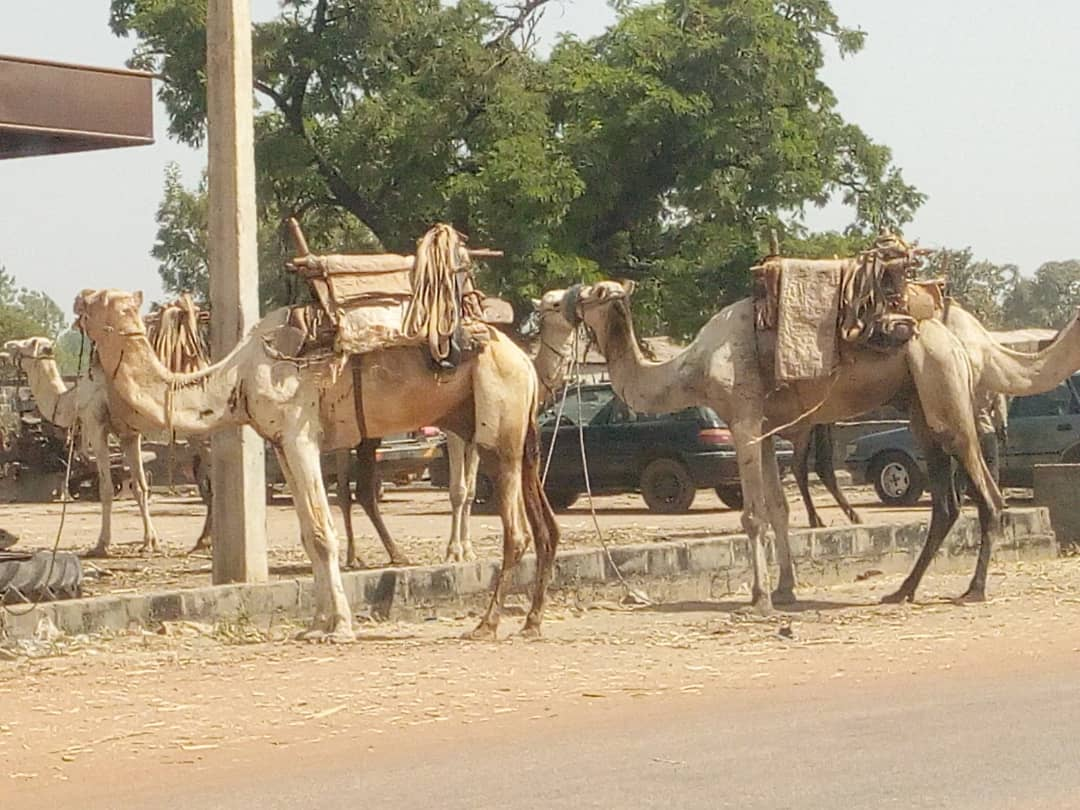
Dromedare an der Grenze in Segbana

Die Grenze nimmt im Norden am Dreiländereck mit Niger im Niger-Fluss (11°42'0"N, 3°36'36"E) südöstlich von Malanville im Benin ihren Anfang und verläuft in grob südlicher bis südwestlicher Richtung über Land am beninischen Néganzi und am nigerianischen Yashikera vorbei zum Okpara-Fluss, dem sie für rund 160 km nach Süden folgt. Östlich des beninischen Savè verlässt die Grenze den Okpara und führt nach Süden an Pobè im Benin vorbei und mündet 5 km östlich von Porto-Novo in den Golf von Guinea.

## Orte in Grenznähe

### Benin
- Mandécali
- Ségbana
- Néganzi
- Basso
- Waria
- Adékambi
- Pobè
- Porto-Novo

### Nigeria
- Bani
- Samia
- Swate
- Babana
- Yashikera
- Suya
- Orieke